# 耀华滨江绿地
耀华滨江绿地是位於中華人民共和國上海市浦東新區前灘的一個綠地，东临耀江路，南临后滩公园，北臨前滩友城公园。总面积约17公顷。原本為临时苗圃，2017年黄浦江两岸贯通时，临时苗圃成為耀华滨江绿地。2021年，綠地新增观赏地被和花卉数万平方米，並且在原防汛墙内侧画上“海洋缤纷”、“烂漫时光”、“林下鹿憩”、“梦幻树屋”等四大主题彩绘。2021年8月18日，耀华滨江绿地开放帐篷营地的预约功能，該地可以容纳200顶常规帐篷，也成為黃浦江东岸第一个对市民开放的帐篷露营地。